# Miłodróż
Miłodróż – wieś w Polsce położona w województwie mazowieckim, w powiecie płockim, w gminie Stara Biała. Nazwa wsi pochodzi od staropolskiego imienia męskiego Miłodrog.
W latach 1975–1998 miejscowość administracyjnie należała do województwa płockiego.